# Piikkiö
Piikkiö (in svedese Pikis) è stato un comune finlandese di 7 119 abitanti, situato nella regione del Varsinais-Suomi. Il comune è stato soppresso nel 2009 allorché il suo territorio fu unito a quello di Kaarina.